# Bill Whelan
 (novembre 2014).
Si vous disposez d'ouvrages ou d'articles de référence ou si vous connaissez des sites web de qualité traitant du thème abordé ici, merci de compléter l'article en donnant les références utiles à sa vérifiabilité et en les liant à la section « Notes et références ».
Bill Whelan est un compositeur irlandais né le 22 mai 1950 à Limerick (Irlande).
Il est connu pour avoir composé Riverdance en 1994. Il a également produit la 6e chanson de l'album War de U2 intitulée The Refugee en 1983.